# Afromevesia semelalba
Afromevesia semelalba là một loài tò vò trong họ Ichneumonidae.